# Cynisca gansi
Cynisca gansi — вид плазунів з родини амфісбенових (Amphisbaenidae). Ендемік Нігерії.

## Поширення і екологія
Cynisca gansi відомі з типової місцевості, розташованої на північний захід від міста Порт-Гаркорт в штаті Риверс. Вони живуть у вологих рівниних тропічних лісах, серед опалого листя на галявинах.

## Збереження
МСОП класифікує цей вид як такий, що перебуває на межі зникнення. Cynisca gansi загрожує знищення природного середовища.